# Rubidiumhyperoxid
Rubidiumhyperoxid ist eine chemische Verbindung zwischen Rubidium und Sauerstoff aus der Gruppe der Oxide, genauer der Hyperoxide.

## Gewinnung und Darstellung
Rubidiumhyperoxid bildet sich beim Verbrennen von Rubidium im Sauerstoffüberschuss.
{\displaystyle \mathrm {Rb+O_{2}\longrightarrow RbO_{2}} }

## Eigenschaften
Rubidiumhyperoxid ist ein oranger Feststoff und kristallisiert wie Kalium- und Caesiumhyperoxid in der Calciumcarbid-Struktur.
Beim Erhitzen in einer Wasserstoffatmosphäre bildet sich Rubidiumhydroxid, Wasser und Sauerstoff, als Zwischenprodukt entsteht Wasserstoffperoxid.
{\displaystyle \mathrm {4\ RbO_{2}+4\ H_{2}\longrightarrow 4\ RbOH+2\ H_{2}O_{2}\longrightarrow 4\ RbOH+2\ H_{2}O+O_{2}} }
Die Standardbildungsenthalpie von Rubidiumhyperoxid beträgt ΔHf0 = −288 kJ/mol.